# Персиваль (рыцарь)

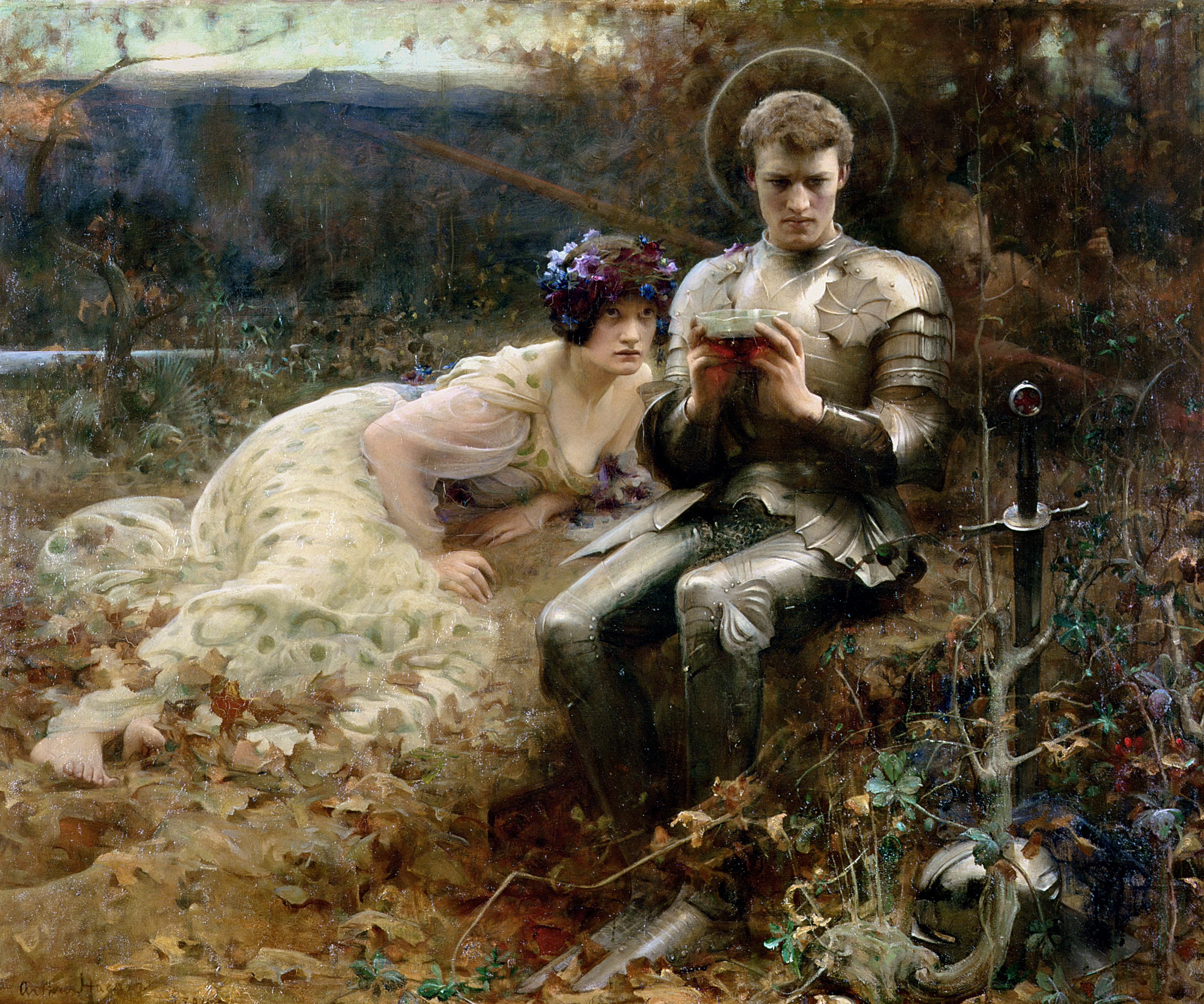
Артур Хакер. «Искушение сэра Персиваля» (1894)

Персива́ль, также Па́рцифаль, Па́рсифаль  (фр. Perceval, нем. Parzival, англ. Percyvelle) — герой куртуазного эпоса. Миф о Персивале образует одну из ветвей сказания о короле Артуре и его рыцарях, входит в цикл романов Круглого стола.

## Переложения
Важнейшими из обработок сюжета являются:
- французский стихотворный роман «Персеваль, или Повесть о Граале», начатый, но не законченный Кретьеном де Труа (ум. ок. 1180) и продолженный поэтами XIII века Вошье де Денэн, Манессье и Жерберт де Монтрейль.
- немецкая переработка сюжета — «Парцифаль» Вольфрама фон Эшенбаха (ок. 1210).
- позднейшие прозаические французские романы XIII—XIV веков — «Perceval le Gallois» или «Perlesvaus».
- среднеанглийская метрическая обработка XV века — «Sir Percyvelle of Galles».
- одна из валлийских повестей, входящая в состав Мабиногиона XIII века — «Peredur ар Efrawc».

Значительное число дошедших до нас рукописей и относящихся к той же эпохе переводов на другие европейские языки (голландский, исландский) свидетельствует об огромной популярности сюжета.

## Описание классического сюжета

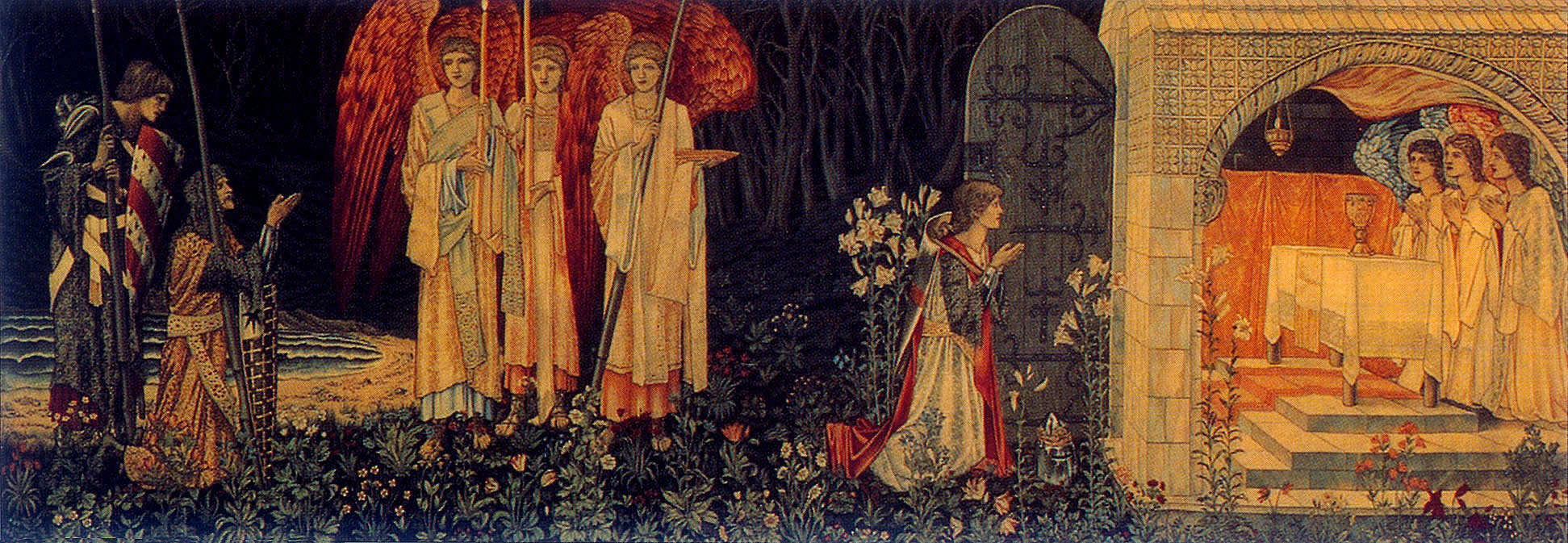
Галахад, Борс и Персиваль перед Святым Граалем. Эдвард Бёрн-Джонс. Городской музей Бирмингема

Уже в первой из дошедших до нас обработке — незаконченном «Сказании о Граале» Кретьена де Труа — роман представляет сложное многочленное фабульное целое, в котором соединяются две сюжетные линии:
- первая — история «простеца» Персиваля, воспитанного в лесном уединении, юноши, одарённого рыцарскими доблестями, но лишённого рыцарской куртуазии, переживающего ряд полукомических приключений и с трудом усваивающего «вежество» подлинного рыцаря;
- вторая — история поисков святого Грааля — загадочного талисмана, хранящегося в таинственном замке, с владетеля которого Персивалю суждено снять заклятие, тяготеющее над ним.

## Анализ
Именно эта последняя сюжетная линия, в которой скрещиваются элементы кельтских дохристианских мифов с мотивами христианской мистики, получает особое развитие в дальнейшей истории романа; уже у Вольфрама она используется для прославления организации рыцарских орденов (в первую очередь храмовников), в дальнейшем же эта часть сюжета получает самостоятельное развитие, сливаясь с апокрифической историей Иосифа Аримафейского и разрастаясь в огромный цикл романов о святом Граале (важнейшие обработки: уже упомянутый выше прозаический роман «Perceval le Gallois» XIII века, прозаический «Perceval» из коллекции A. Firmin-Didot, прозаическая же «Queste de St. Graal», «Le grand St. Graal» и позднейшие их переделки на различных европейских языках), в котором Персиваль играет уже второстепенную роль или совсем уступает место рыцарю-аскету — девственному Галахаду, сыну грешного, но величайшего из рыцарей — Ланселота.
Литература о Персивале огромна, совпадая в значительной своей части с литературой обо всем цикле романов Круглого стола. Сложная структура сюжета Персиваля при господствовавших в медиевистике методах исследования — филологическом и сравнительно-историческом — не могла не вызвать ожесточенных споров, основными пунктами которых являются: вопрос об источниках отдельных элементов сюжета, в особенности вопрос о первоначальном значении Грааля, вопрос о первоначальной форме сюжета (в частности о соотношении французских и немецких версий) и вопрос о месте зарождения сюжета.

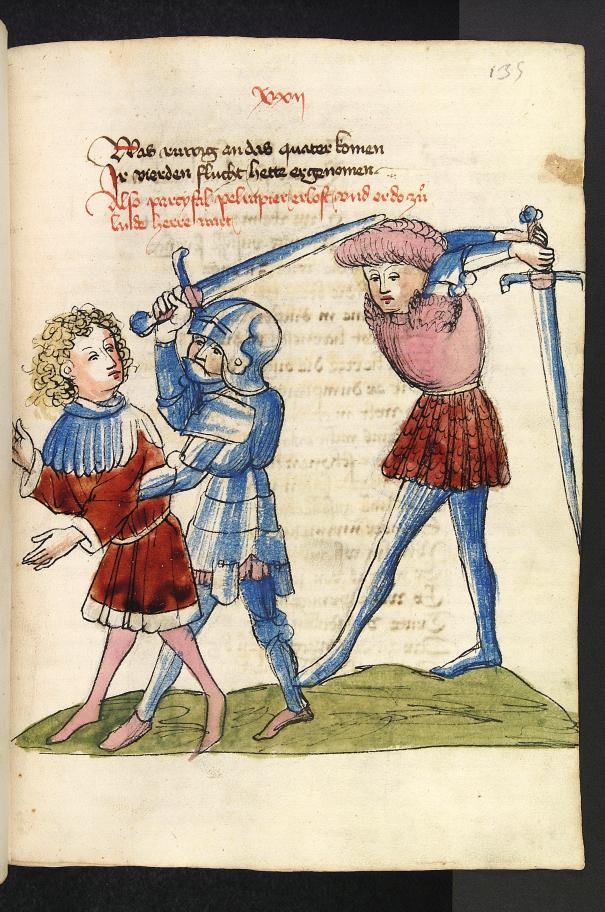
Персиваль и Кондвирамур

## Заключение
Значительным вкладом в популяризацию средневекового персонажа в конце XIX и начале XX века стала опера (оригинальное обозначение жанра — «торжественная сценическая мистерия») Рихарда Вагнера (1882).
В 1982 году Международный астрономический союз присвоил кратеру на спутнике Сатурна Мимасе наименование Парцифаль.

## Образ в литературе и искусстве Нового времени

### Музыка
- «Парсифаль», опера Рихарда Вагнера (1882)

### Кино
- Рыцари круглого стола / Knights of the Round Table (1953; США), фильм режиссёра Ричарда Торпа, в роли Персиваля Гэбриел Вулф
- Персеваль Валлиец / Perceval le Gallois (1978; Франция, Италия, ФРГ), в роли Персеваля Фабрис Лукини
- Экскалибур (1981; Великобритания, США) в роли Персеваля Пол Джеффри.
- Мерлин / Merlin (2008—2012), в роли Персиваля Том Хоппер.